# Cryodesma agnari
Cryodesma agnari är en kräftdjursart som beskrevs av Jörundur Svavarsson 1988. Cryodesma agnari ingår i släktet Cryodesma och familjen Desmosomatidae. Inga underarter finns listade i Catalogue of Life.